# Леб'яжий лиман (Донецька область)
Леб'яжий лиман — комплекс озер, розташований на території Мангушського району (Донецька область, Україна). Площа — 0,82 км2. Урочище включає водно-болотні угіддя у пригирловій частині річки Мокра Білосарайка. Тип загальної мінералізації — солоне. Походження — лиманне. Група гідрологічного режиму — безстічне.

## Географія
Довжина — середня близько 4 км; ширина середня — 0,17 км, найбільша — 0,58 км. Водно-болотні угіддя сягають довжини 4,8 км та ширини 1 км. У літній період водоймище частково або повністю пересихає, наповнюється навесні.
Комплекс озер утворений у пригирловій частині річки Мокра Білосарайка. Від Азовського моря повністю відокремлений пересипом. Водно-болотні угіддя займають верхів'я (початок) Білосарайської коси. Утворюються в пересипу тимчасові протоки, що сполучають лиман із морем. Група представлена ланцюгом водойм неправильної подовженої (дуга) форми, видовженої з північного заходу на південний схід, повторюючи берегову лінію бухти Таранья. Дугоподібні озерні улоговини розширюються у південно-східному напрямку до краплеподібних форм, де й сполучаються між собою (з боку села Білосарайська Коса).
Береги пологі. Водне дзеркало переходить у заболочені ділянки із прибережно-водною рослинністю. По обидва боки на березі Азовського моря розташовані смт Ялта та село Білосарайська Коса. Живлення: підземними та поверхневими водами.
Леб'яжий лиман розташований у межах національного природного парку Меотида (ділянка «Білосарайська коса») та ландшафтного заказника Білосарайська коса. Є місцем гніздування водно-болотних птахів.